# Dicranoptycha venosa
Dicranoptycha venosa är en tvåvingeart som beskrevs av Alexander 1924. Dicranoptycha venosa ingår i släktet Dicranoptycha och familjen småharkrankar. Inga underarter finns listade i Catalogue of Life.